# ショパン音楽アカデミー
フレデリック・ショパン音楽大学（英語: The Fryderyk Chopin University of Music、公用語表記: Uniwersytet Muzyczny im. Fryderyka Chopina）は、ポーランドワルシャワに本部を置くポーランドの音楽大学。1810年創立、1821年大学設置。
ポーランドで最も伝統があり、最も規模の大きなアカデミーである。日本では、「ワルシャワ音楽院」、「ショパン音楽院」などの名称でも知られている。

## 沿革
アカデミーは1810年に国立演劇学校として設立された。院長のユゼフ・エルスネルにより音楽科の基盤が作られた。1821年にワルシャワ大学の音楽学部に組み込まれ、本格的な音楽教育を施した。1826年から1829年までの3年間、フレデリック・ショパンはこのアカデミーで学んだ。
ポーランドで起こった十一月蜂起の鎮圧のため他国の侵攻を受けて、ワルシャワ大学が1831年に消滅、同時にアカデミーも消えた。30年後の1861年、アカデミーはthe Apolinary Katski Institute of Musicにより、第一次世界大戦後にポーランドの独立が回復するまで引き継がれた。その後アカデミーは国立化、「コンセルヴァトワール」名称で第二次世界大戦の勃発まで機能した。ナチス・ドイツによる占領後は「ワルシャワ音楽学校」に名前を変え、戦前のカリキュラムを続けた。1944年アカデミーはワルシャワ蜂起によって校舎を破壊された。
戦後はAkademia Muzyczna im. Fryderyka Chopina(英語: The Fryderyk Chopin Academy of Music)となり、1946年に授業が再開される。1962年には、すべての学科の学位を授与するよう改革がなされた。そして、1979年に現在の学校名へ変更した。

## 教育体制
アカデミーは、4 - 5年制の本科（studia）と2年制の研究科（staz）からなる。本科は6つの専攻科と1つの分科に分けられる。
- 指揮・作曲科
- 鍵盤器楽科
- 管弦楽科
- 声楽科
- 音楽教育科
- 音響学科
- ビアウィストック分科